# باسل مورو
باسل مورو (11 فبراير 1799، لو مان - 20 يناير 1873، لو مان) و اسمه الكامل بكنيته ولقبه المُتَطَوَّب الأب باسل أنتونيو ماري باتريس مورو (بالإنجليزية Blessed Father Basil Anthony Marie Patrice Moreau) الكاهن الفرنسي مؤسس مجمع الصليب المقدس الذي إنبثقت منه المجمعات الثلاثة مريميات الصليب المقدس بفرنسا و مجمع الصليب المقدس للأخوات بانديانا و مجمع الصليب المقدس للأخوات بكندا. تم تطويب باسل مورو في لومان بفرنسا يوم 15 شتنبر 2007. وهو الابن التاسع لأبيه الذي أنجب 14 ولدا.

## الخط الزمني من سيرة مورو
- 1799: ولد فيها يوم 11 فبراير في قرية تدعى «لانيى أون بولان» قرب لو مان الفرنسية؛ كان والده يعمل في تجارة النبيذ.
- 1814: التحق بالأبرشية الاكليريكية.
- 1821: ارتقى إلى رتبة قسيس وعمره يومذاك 21 سنة.
- 1835: عمل في التدريس و كمساعد في مجلس الإرشاد الأعلى بلو مان.
- 1837: وحّد الإخوان والقساوسة في جمعية تدعى جمعية الصليب المقدس.
- 1840: تزعّم القسم على نفسه من الزهد و العفة و الولاء.
- 1844: زعيم مريميات الصليب المقدس و 3 مريميات يشاركونه في معاهدة النذر التي أقسمها على نفسه.
- 1857: تلقّى موافقة بابوية على الجمعية التي أصبحت مجمع الصليب المقدس.
- 1866: استقال من منصبه كمرشد أعلى لكن واصل عمله كواعظ.
- 1872: احتفل بيوبيلته الذهبية.
- 1873: توفي فيها يوم 20 يناير عن عمر يناهز 73 سنة.
- 1955: تقديم دواعي إساحقاقه للتطويب في روما.
- 1965: تأسيس ثانوية تخلّد اسمه؛ ثانوية مورو الكاثوليكية في هايوارد (كاليفورنيا).
- 2003: أُعلن عن تبجيله وإستحقاقه الوصف بخادم الإله.
- 2007: تطويب باسل مورو.